# Заостровье (Калининградская область)
Заостровье (Рантау до 1946 года) — посёлок в Зеленоградском районе Калининградской области. Входит в состав Ковровского сельского поселения.

## История
Первое упоминание поселения Рантава (Rantau) относится к 1297 году (хроники Тевтонского ордена). 
В конце XV — начале XVI века в районе Рантау был построен маяк.  
До первой половины XVI века в Рантау жили прусские жрецы. Так в 1520 году Рантау упоминается в связи с деятельностью прусского жреца Вальтина Суплита по предотвращению угрозы нападения польских военных кораблей на Самланд и Кёнигсберг.
В 1886 году археологом Карлом Кречманом были изучены двенадцать насыпей кургана в окрестностях Рантау. Численность населения посёлка в 1910 году составляло 399 человек.
14 апреля 1945 года воины 154-й стрелковой дивизии овладели населённым пунктом. В 1946 году Рантау был переименован в посёлок Заостровье.

## Население
| 2002 | 2010 |
| ---- | ---- |
| 553  | ↗624 |